# Corina Smith
María Corina Smith Pocaterra (sinh ngày 8 tháng 9 năm 1991) được biết đến với cái tên Corina Smith, là một ca sĩ, diễn viên và người mẫu người Venezuela.

## Đời tư
Corina Smith được sinh ra tại thành phố Caracas, Venezuela, vào ngày 8 tháng 9 năm 1991. Cô là con gái của Roberto Smith Perera, lãnh đạo đảng đối lập Venezuela nổi tiếng Will và Marina Pocaterra. Corina Smith học kinh tế và tài chính tại Đại học Boston, Hoa Kỳ, cho đến năm 2014, khi cô trở về Venezuela.
Smith có hai chị em, María Sofía Smith và María Elisa Smith.

## Nghề nghiệp
Smith ra mắt trên truyền hình vào năm 2009, tham gia bộ phim truyền hình Somos tú y yo: Un nuevo día, đóng vai Maria Corina, một người cổ vũ của Học viện Granadillo. Bộ này là một phần phụ của Somos tú y yo và được dựa trên bộ phim Greas của Mỹ. Bộ phim được công chiếu vào ngày 17 tháng 8 năm 2009 bởi chuỗi Boomerang Mỹ Latinh và được phát sóng ở Châu Mỹ Latinh, Châu Âu, Châu Á và một số quốc gia ở Trung Đông.
Năm 2010, Smith tham gia dàn diễn viên chính của bộ truyện, NPS: No puede ser. Bộ phim là lần thứ hai spin-off của Somos tú y yo và đánh dấu sự kết thúc của bộ truyện, bộ phim được công chiếu lần đầu tiên ngày 25 tháng 7 năm 2010 tại Venezuela bởi Venevision và trên 08 Tháng 11 2010 bởi Boomerang Mỹ Latinh chuỗi.

### Nghề ca sĩ
Năm 2015, Corina Smith ra mắt với tư cách là ca sĩ với đĩa đơn quảng cáo, "La Difícil", từ đó cô đã quay một video clip ở La Guaira, Venezuela, với sự tham gia của Sheryl Rubio, Rosmeri Marval, Rosangelica Piscitelli, Natalia Moretti và Vanessa Suárez.
Vào tháng 5 năm 2016, Corina Smith đã phát hành đĩa đơn thứ hai, "Vitamina D", Đĩa đơn là một phần của album đầu tiên của ca sĩ.